# 張鍵 (萬曆進士)
張鍵（？—？），字啓之，號凖我，四川泸州人，軍籍，明朝政治人物。

## 生平
万历二十二年（1594年）甲午科四川乡试舉人，三十二年（1604年），登甲辰科进士，户部觀政，授湖廣邵阳知县，三十四年调麻城县，三十八年考選，四十年授兵科给事中，管工程，四十三年升陕西参议，四十五年京察，天启元年降河南按察司知事，二年升工部营缮司主事，三年升尚宝司丞，六年閑住。